# Ingaheim
-ingaheim (soms vervormd tot ingen) is een suffix dat vaak in Oudgermaanse plaatsnamen terugkomt.
Het suffix -inga verwijst naar 'afstammelingen van' of 'horende bij'. Waar het suffix -heim verwijst naar 'de woonplaats van'. Voorbeelden van dergelijke plaatsnamen zijn legio: Wippelgem, Herfelingen, Merckeghem, Nottingham etc. Het suffix -ingaheim is verwant met het suffix -ingatun, dat bijvoorbeeld zit in de plaatsnaam Arrington.